# Liste der Einträge im National Register of Historic Places im Florence County (Wisconsin)

Lage des Florence County in Wisconsin

Die Liste der Einträge im National Register of Historic Places im Florence County in Wisconsin führt alle Bauwerke und historischen Stätten im Florence County auf, die in das National Register of Historic Places aufgenommen wurden.
| [ 2 ] | Name                                | Bild                                | Eintragsdatum        | Lage                                                          | Ort               | Beschreibung |
| ----- | ----------------------------------- | ----------------------------------- | -------------------- | ------------------------------------------------------------- | ----------------- | --- |
| 1     | Fay Outlet Site (47FL13)            |                                     | 1989 ID-Nr. 88000647 | Adresse nicht veröffentlicht                                  | Town of Long Lake | Siedlungsstätte aus der Zeit der Woodland-Periode                                                                                               |
| 2     | Fern School                         | Fern School                         | 1981 ID-Nr. 81000043 | WIS 101 45° 50′ 10″ N, 88° 23′ 11″ W                          | Florence          | 1921 im Stil des Colonial Revival errichtetes Schulgebäude                                                                                      |
| 3     | Florence County Courthouse and Jail | Florence County Courthouse and Jail | 1985 ID-Nr. 85003029 | 501 Lake Street 45° 55′ 16″ N, 88° 14′ 56″ W                  | Florence          | 1897 im neuromanischen Stil aus Sand- und Kalkstein errichtetes Justiz- und Verwaltungsgebäude des Florence County                              |
| 4     | Upper Twin Falls Bridge             | Upper Twin Falls Bridge             | 2012 ID-Nr. 12001028 | Brücke über den Menominee River 45° 52′ 39″ N, 88° 4′ 42,6″ W | Florence          | Von 1910 bis 1911 errichtete Fachwerkbrücke über den Menominee River zwischen dem Florence County, Wisconsin und dem Dickinson County, Michigan |